# Яків
Я́ков — українське чоловіче ім'я давньоєврейського походження від івр. יעקב; від івр. עקב, «п'ята».

## Опис
- Уперше згадується в Біблії. Біблійний Яков був близнюком Ісава й народився, тримаючись за п'ятку старшого брата.
- Зменшувально-пестливий варіант — Яшко, Яцько, Яцик.
- У староукраїнській мові, до переходу «о» в «і» в XVI—XVIII століттях, — Яков (Яковъ). Під впливом польської — Якуб (Якубъ).
- Похідні прізвища: Яковлєв, Яшин, Яшкін, Яхін, Яковенко, Яковченко, Яковчук, Яковець, Яковина, Яковицький, Якубович, Якубовський, Якобсон, Джеймс, Джеймсон, Акопов, Акопян, Акопянц.
- Іменини: 12 січня, 26 січня, 3 квітня, 24 квітня, 13 травня, 18 травня, 4 червня, 7 липня, 22 жовтня, 3 листопада, 5 листопада, 9 грудня, 10 грудня.

## Інші мови
- Варіанти Джеймс, Джим, Джакомо та Хайме утворені від пізньолат. Iacomus — діалектного різновиду імені Iacobus.

| - Акоп (вірм. Հակոբ) - Джакомо (італ. Giacomo) - Джейкоб (англ. Jacob) - Джеймс (англ. James) — скорочено від Джейкоб. - Джим (англ. Jim) — скорочено від Джейкоб. - Дієго (ісп. Diego) - Діого, Діогу (порт. Diogo) - Жайме (порт. Jaime) - Жак (фр. Jacques) - Жакоб (фр. Jacob, порт. Jacob) - Жаку порт. Jacó - Жакип (каз. Жақып) - Єкабс (латис. Jēkabs) - Єппе (дан. Jéppe) - Йокубас (лит. Jokūbas) - Куба (чеськ. Kuba) - С'яак (нід. Sjaak) - Тьяго, Тьягу (порт. Tiago, Thiago) - Хайме (ісп. Jaime) | - Шеймус (ірл. Séamas, Seamus) - Яак (нід. Jaak, ест. Jaak) - Яаков (івр. יַעֲקֹב) - Яго (ісп. Yago, порт. Iago) - Ягуб (перс. Yaghub) - Якаб (угор. Jakab) - Якав (біл. Якаў) - Якоб (угор. Jákob, грец. Ιάκωβος, Ιακώβ, Γιάγκος, лат. Iacobus, нім. Jakob, Jacob, нід. Jakob, Jacob, Jacobus) - Яков (болг. Яков, рос. Яков) - Якопо (італ. Jacopo) - Якуб (араб. يعقوب, біл. Якуб, пол. Jakub, чеськ. Jakub) - Якушка (рос. Якушка) — пестливо від Яков. - Янкев (їд. יעקבֿ) - Янкл (їд. יאַנקל) — пестливо від Янкев. - Яша (рос. Яша) — пестливо від Яков. - Яшечка (рос. Яшечка) — пестливо від Яков. - Яшка (рос. Яшка) — пестливо від Яков. - Яшуня (рос. Яшуня) — пестливо від Яков. |

- фін. Jaakob, Jaakoppi, Jaakko
- ест. Jaak, Jaagup, Jakob

## Особи

### Біблійні особи
- Яків (син Ісаака)
- Яків син Алфеїв — апостол Ісуса Христа.
- Яків, син Зеведеїв — апостол Ісуса Христа.
- Яків Праведний — кузен Ісуса Христа.

### Монархи

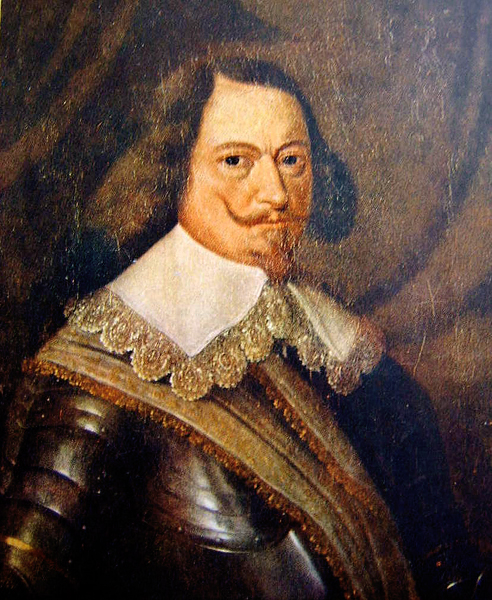
Герцог Яків Кеттлер.

- Яків I (король Англії)
- Яків II (король Англії)
- Яків I (король Арагону)
- Яків I (король Шотландії)
- Яків II (король Шотландії)
- Яків III (король Шотландії)
- Яків IV (король Шотландії)
- Яків V (король Шотландії)
- Яків Кеттлер — герцог Курляндії і Семигалії.

### Єпископи
- Яків (Заїка) — єпископ ПАПЦ.
- Яків (Макарчук) — єпископ УПЦ-КП.
- Яків (Мартушевич) — єпископ УГКЦ.
- Яків (Панчук) — єпископ УПЦ-КП.
- Яків (Суша) — єпископ УГКЦ.

### Військові
- Яків Барабаш — кошовий отаман.
- Яків Бородавка-Нерода — кошовий отаман.
- Яків Острянин — козацький отаман.
- Яків Чорний — офіцер УПА.
- Яків Шах — козацький отаман.